# Ursel Petersen
Ursel Petersen ist eine deutsche Sportpädagogin.

## Leben
Petersen studierte an der Pädagogischen Hochschule (PH) Braunschweig sowie der Deutschen Sporthochschule Köln und war hernach an der PH Braunschweig als Assistentin angestellt. Neben dieser Tätigkeit studierte sie Psychologie an der Technischen Universität Braunschweig. Nach dem Abschluss des Studiums trat Petersen an der Pädagogischen Hochschule Göttingen eine Stelle als Assistentin im Fach Psychologie an, ehe sie 1966 an die Pädagogische Hochschule Oldenburg wechselte und dort als Hochschullehrerin tätig wurde. 1979 schloss sie an der Carl von Ossietzky Universität Oldenburg, die 1973 gegründet wurde und in der die Pädagogische Hochschule aufging, ihre Doktorarbeit zum Thema „Motivieren zum Sporttreiben durch schüler- und problemorientierten Sportunterricht“ ab. Petersen hatte an der Carl von Ossietzky Universität Oldenburg bis zum 1. Oktober 1997 eine Stelle als Professorin inne.
Zu den Schwerpunkten ihrer wissenschaftlichen Arbeit gehörten der Sportunterricht, die Motivation zum Sporttreiben, Geschlechterrollen im Sport, die Problemstellung motorische Begabung und Gymnastik.